# Partenavia P.68
Il Partenavia P.68 è un aereo da turismo e da osservazione, monoplano, bimotore, progettato dal professor Luigi Pascale alla fine degli anni '60 e prodotto prima dalla Partenavia e poi, dopo la chiusura di quest'ultima, dalla Vulcanair con il nome di Vulcanair P68.

## Storia del progetto
Il prototipo fu costruito nello stabilimento Partenavia di Arzano e fece il primo volo il 25 maggio 1970.
Era equipaggiato con due motori a pistoni Lycoming IO-360 da 200 hp (149 kW).
La produzione del P.68 ebbe inizio nel 1972 con 14 esemplari di pre-produzione nei nuovi impianti di Casoria. 
Questi furono seguiti nel 1974 dal P.68B con la fusoliera allungata di 15,2 cm (6 pollici) per creare più spazio nella cabina di pilotaggio e che fu a sua volta sostituito nel 1979 dalla versione P.68C che aveva un naso allungato per ospitare un radar meteorologico. 
Una versione con motori turbo (il P.68C-TC) fu disponibile dal 1980.
Dopo la chiusura della Partenavia la licenza di fabbricazione è stata ottenuta dalla Vulcanair, che ancora oggi produce il P.68C e alcune versioni migliorate.

## Versioni
- P.68 - Primo modello prodotto, 14 esemplari.
- P.68B - P.68 con fusoliera allungata e 6 posti, 190 esemplari.
- P.68 Observer - Modifica del P.68B con muso interamente vetrato, più di 21 esemplari costruiti o modificati.
- P.68C - P.68B con muso più lungo e serbatoi completamente integrati nelle ali, più di 114 esemplari.
- P.68C-TC - P.68C equipaggiato con un motore sovralimentato da 200 CV Lycoming TI0-360-C1A6D.
- P.68R - P.68B con carrello retrattile, un esemplare marche I-VICR.
- P.68T - P.68R con fusoliera allungata e motore turboelica Allison 250-B17B, 4 esemplari.
- AP.68TP - Primo prototipo con motore turboelica. Primo volo 11 settembre 1978 con marche I-PAIT. Nome originale P.68 Turbo.
- AP.68TP-100 - Secondo prototipo con motore turboelica.
- AP.68TP-300 Spartacus - P.68T con carrello fisso, 13 esemplari.
- AP.68TP-600 Viator - Spartacus con carrello retrattile, muso e fusoliera allungati, costruiti più di 6 esemplari, capacità di 10 passeggeri. Primo volo 29 marzo 1985
- AP.68TP-600 A-Viator - Come sopra, con telaio e avionica aggiornati, primo volo dimostrativo nel 2009.
- Spartacus RG - Con carrello retrattile.
- Spartacus -10 - Versione allungata dello Spartacus RG.

## Utilizzatori

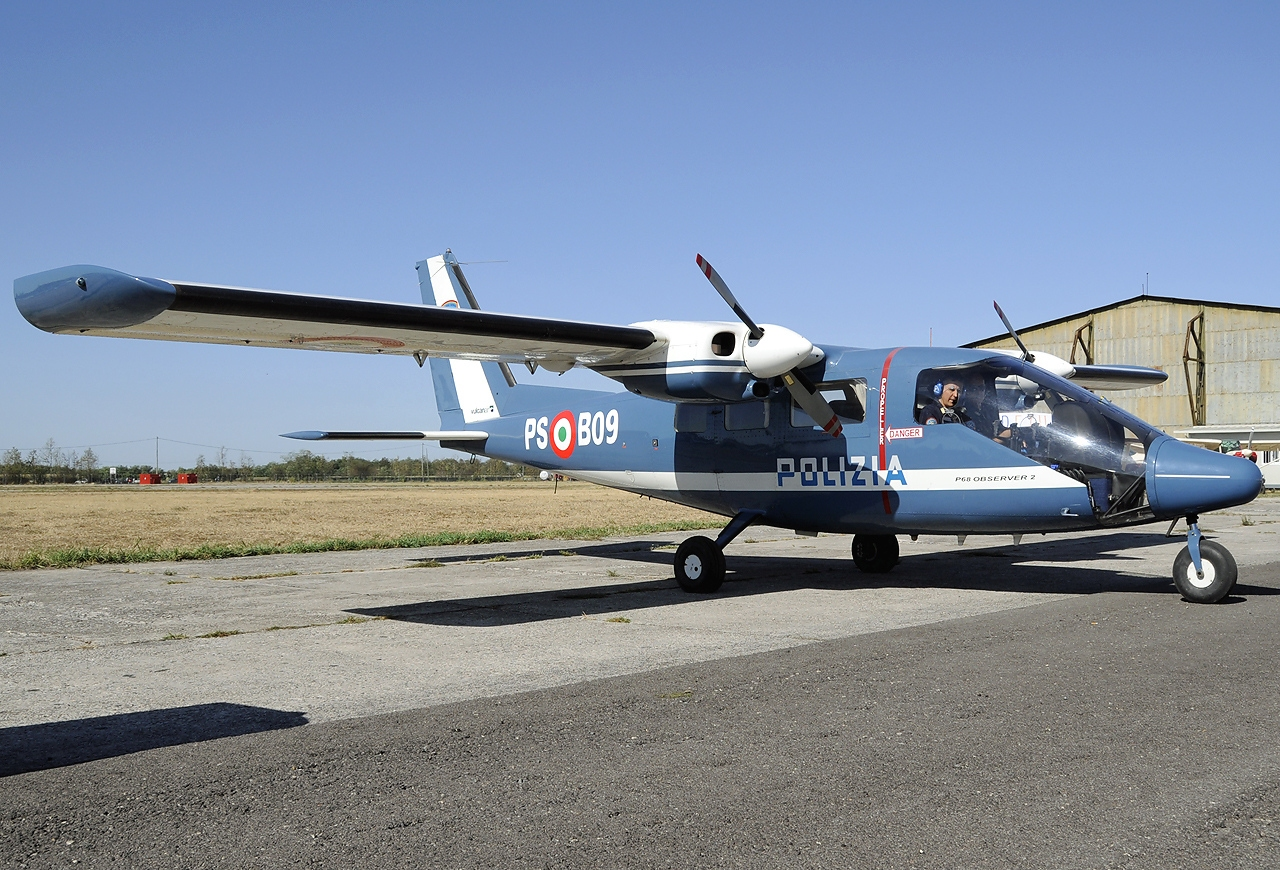
Paternavia P.68 Observer 2 della Polizia di Stato

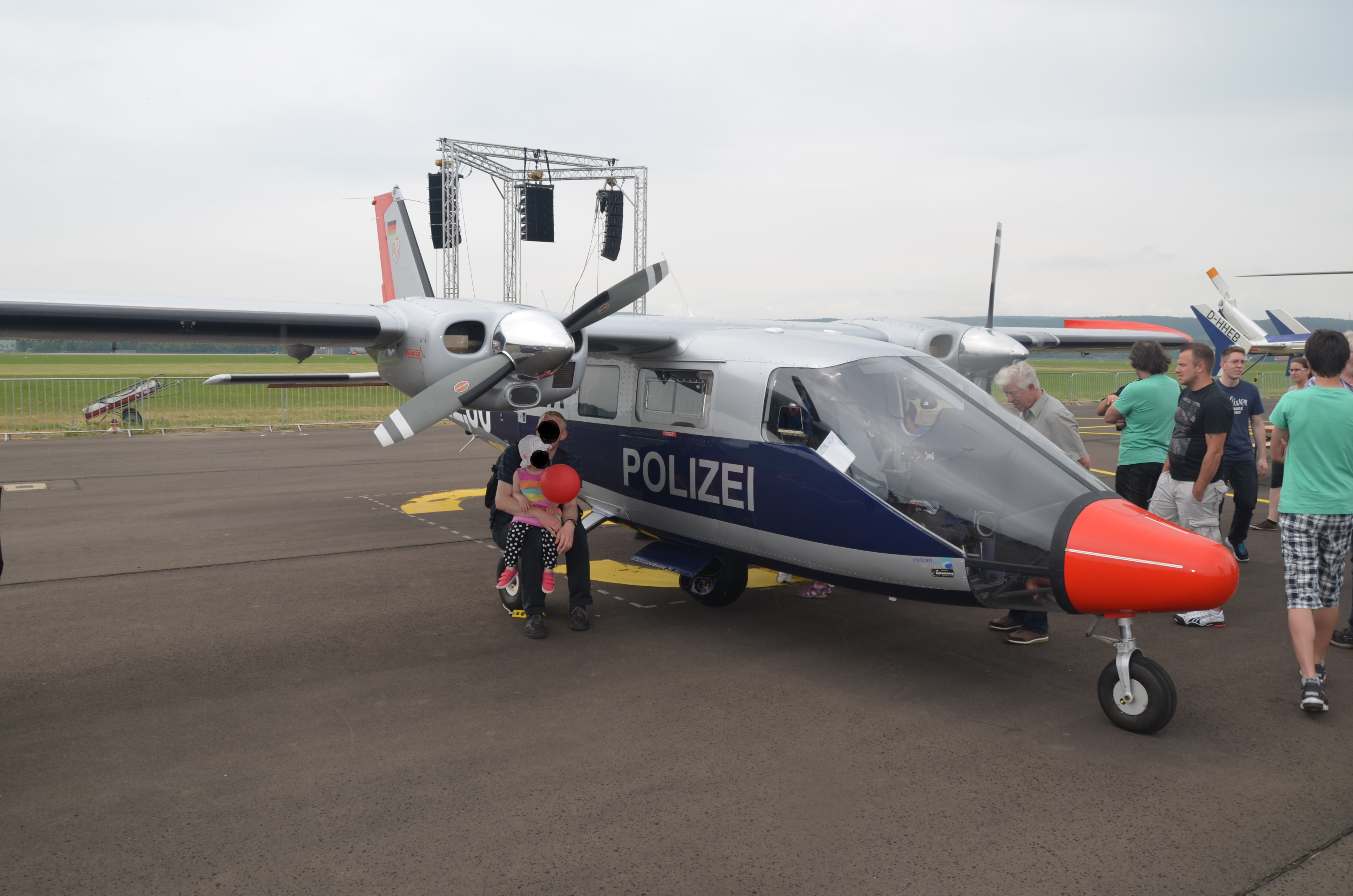
Paternavia P.68 Observer della Polizia di Stato dell'Assia

### Civili
Francia
- APEI

 Italia
- Smaer s.r.l. (società di avioriprese)
- Aerosigma s.r.l.
- Nuova avioriprese srl
- Blom CGR S.p.a. (Compagnia Generale Ripreseaeree)
- Aeronike S.r.l.
- I.A.S. S.r.l.
- IRS Italian Remote Sensing srl

 Seychelles
- Zil Air

1 P.68C in servizio a dicembre 2019.
 Stati Uniti
- Skymates Inc

### Governativi
Italia
- Polizia di Stato[5][6]

10 P.68 in servizio in servizio al maggio 2022.
 Germania
- Polizia di Stato dell'Assia[8]

 Stati Uniti
- New York State Police

1 P.68 Victor in servizio al marzo 2025.
- Dipartimento della pesca della California

 Regno Unito
- National Police Air Service

### Militari
Bahamas
- Royal Bahamas Defence Force

 Sierra Leone
- Esercito della Sierra Leone

 Cile
- Armada de Chile[10][11]

7 P.68 Observer consegnati, i primi due dei quali ordinati a settembre 2015. Il primo esemplare è stato consegnato il 18 gennaio 2016.

## Galleria d'immagini

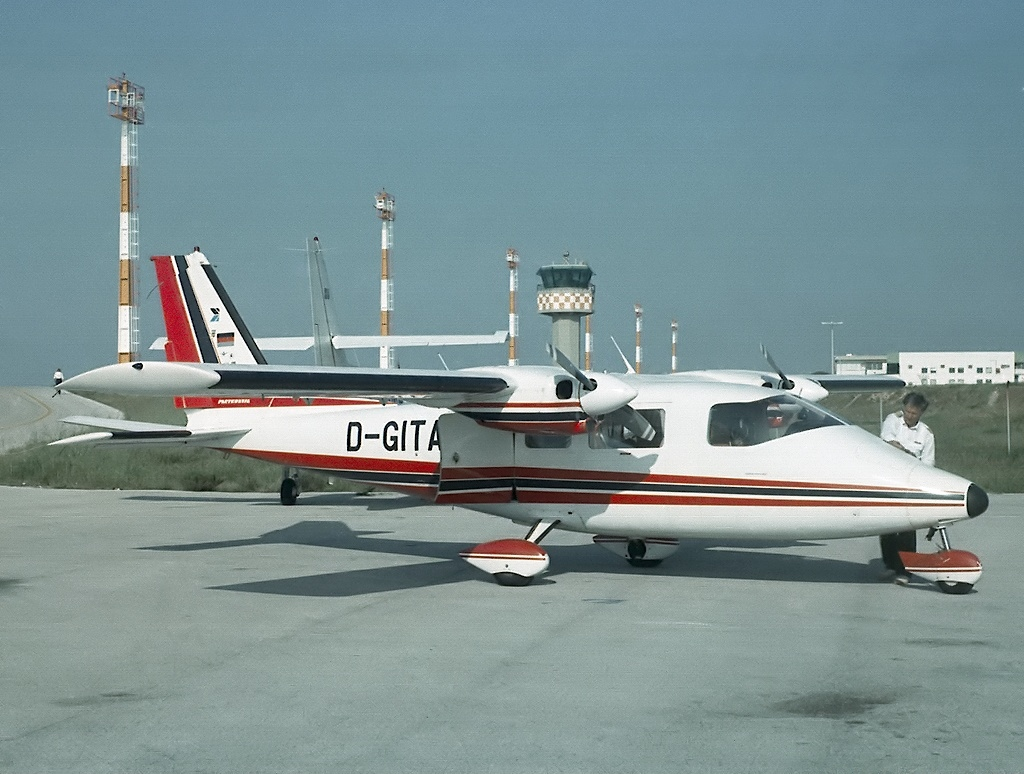
Particolare della parte anteriore di un P.68
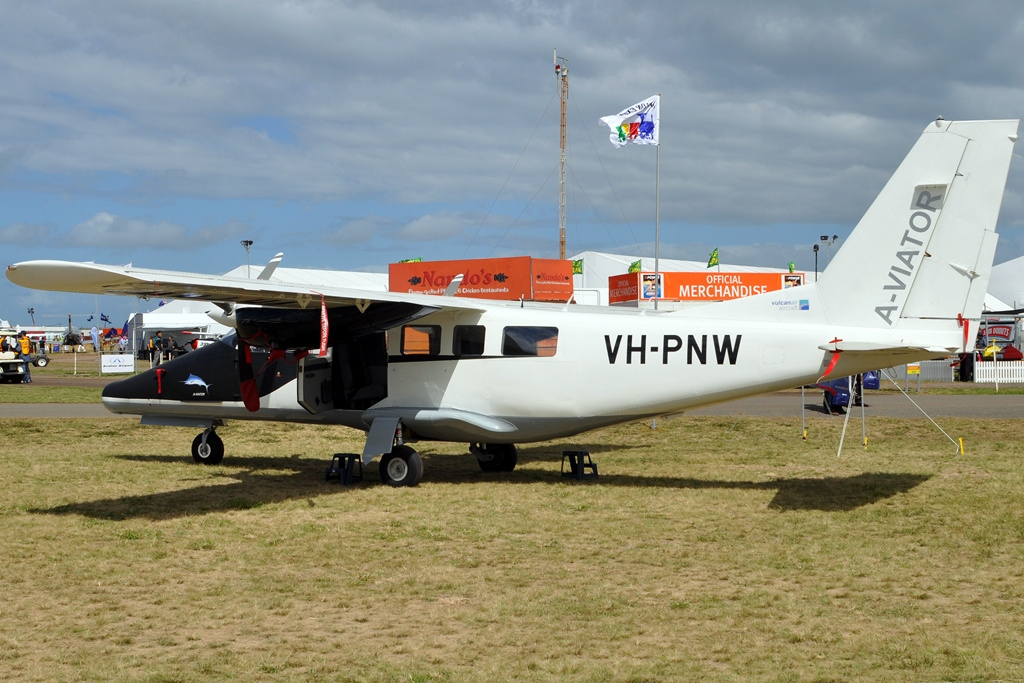
Particolare della parte posteriore di P.68
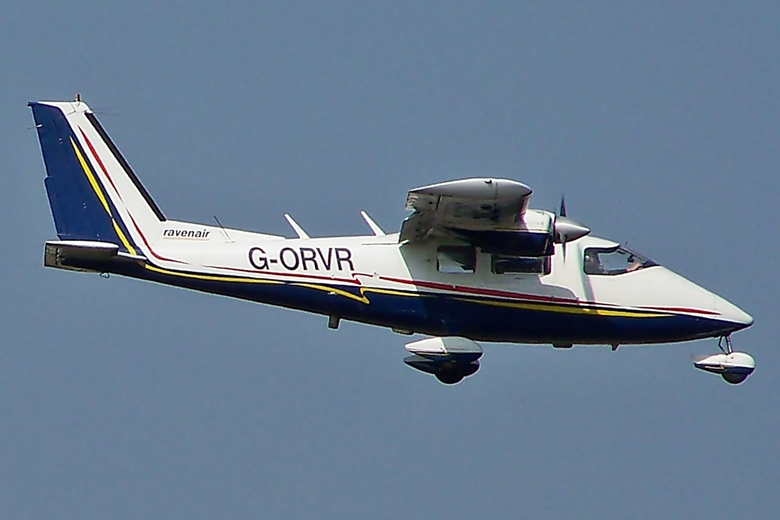
Partenavia P.68 in volo
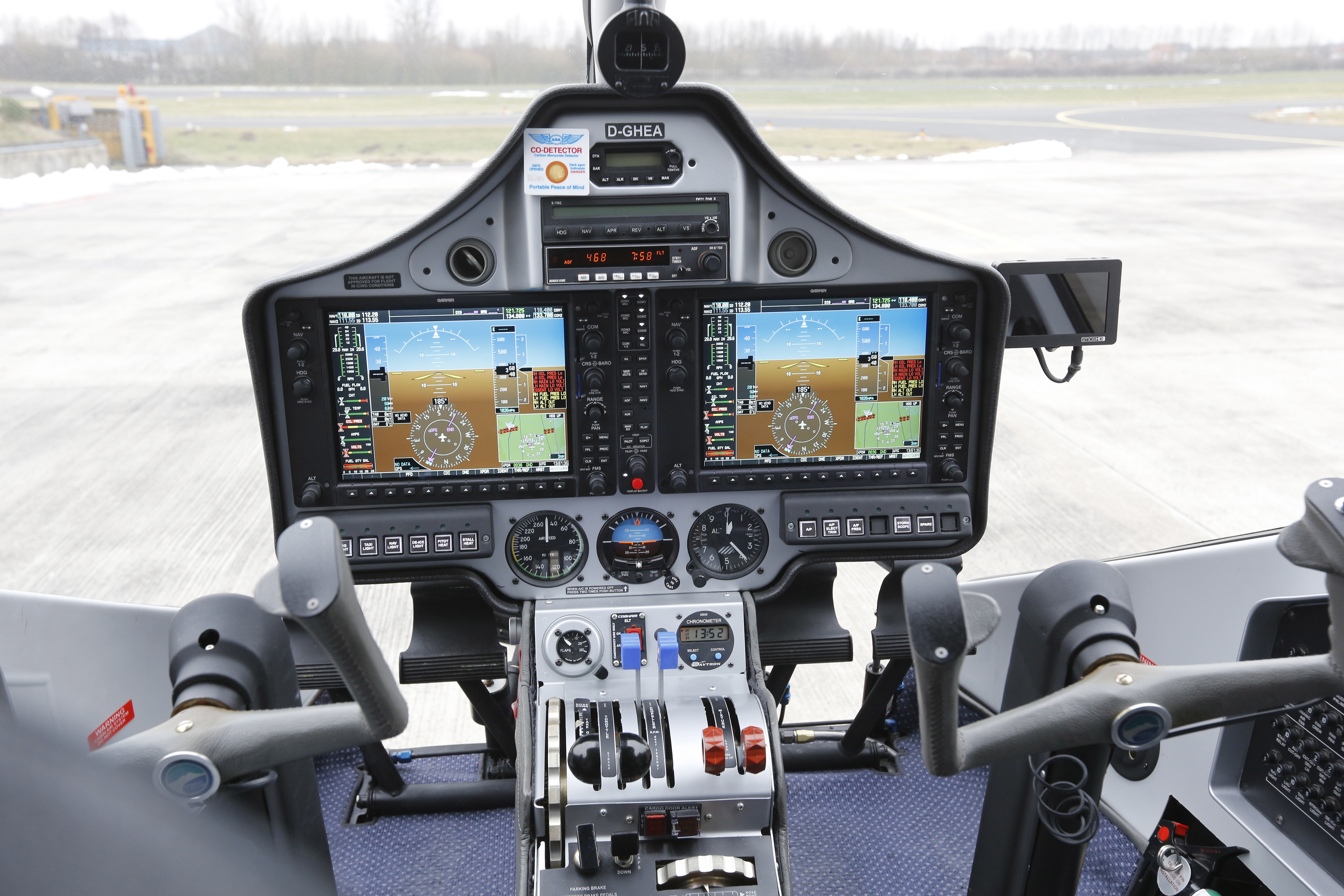
Particolare del glass cockpit montato su un P.68 Observer